# فرودگاه صحرایی لوئیز بنت
فرودگاه صحرایی لوئیز بنت (به انگلیسی: Louis Bennett Field) یک فرودگاه خصوصی است که یک باند فرود آسفالت دارد و طول باند آن ۹۷۴ متر است. این فرودگاه در کشور ایالات متحده آمریکا قرار دارد و در ارتفاع ۳۰۹ متری از سطح دریا واقع شده است.